# Otto Pawliczek
Otto Pawliczek (ur. 1914, zm. ?) – zbrodniarz hitlerowski, członek załogi obozu koncentracyjnego Flossenbürg i SS-Oberscharführer.
Członek Waffen-SS od 1 kwietnia 1938 roku. Należał do personelu obozu we Flossenbürgu od 1941 do 3 października 1942 roku jako blokowy (Blockführer), kierownik komanda więźniarskiego i członek komanda egzekucyjnego. Na początku 1942 roku brał udział w zamordowaniu ok. 40 Polaków i 30 jeńców radzieckich. Oprócz tego nieustannie znęcał się nad więźniami, katując ich często kijem czy łopatą.
W pierwszym procesie załogi Flossenbürga przed amerykańskim Trybunałem w Dachau Pawliczek za swoje zbrodnie został skazany na dożywotnie pozbawienie wolności.